# 克涅維基站
克涅維基站（羅馬化：Stantsia Knevichi）位于滨海边疆区阿尔乔姆，是西伯利亞鐵路纳霍德卡支线的客运站，本站2012年投入使用。车站大楼直接与海参崴国际机场相连。

## 列车
机场快线每天本站和海参崴站之间运营五次。